# 流沙包

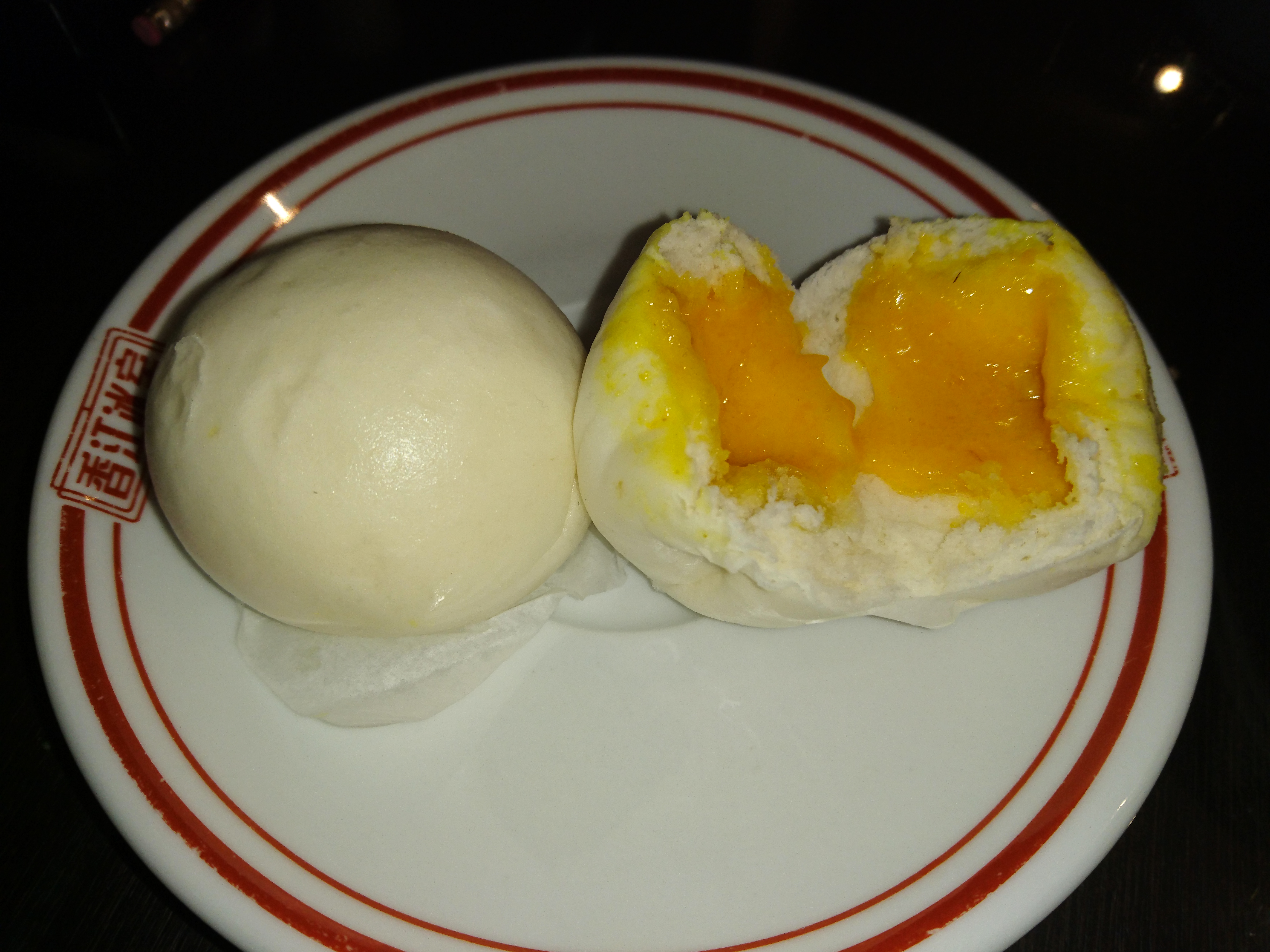
流沙奶黃包

流沙包是一種粵式包點，常見於廣東和香港的酒樓，作為一道點心，因以液體餡料與固體混餡料合物而得名。常見為奶黃流沙包和芝麻流沙包。奶黃流沙包主要以奶黃配以大量奶油為液體餡料，以鹹鴨蛋黃碎為沙；芝麻流沙包則以大量豬油和牛油為液體餡料，以芝麻碎為沙。